# Sydvestsjælland
Sydvestsjælland er en geografisk betegnelse for den del af Sjælland der ikke sorterer under Nordvestsjælland eller Sydsjælland. Dette gælder primært områderne omkring byerne Korsør, Slagelse, Sorø og Skælskør.
Betegnelsen bruges også om det tidligere Sorø Amt, og for hele kystområdet mellem Storstrømmen og Storebælt.